# Музалево
Музалево — село в Старожиловском районе Рязанской области России, входит в состав Гулынского сельского поселения.

## География
Село расположено на берегу реки Истьи в 10 км на юго-восток от центра поселения — посёлка Рязанские Сады — и в 16 км на восток от райцентра — рабочего посёлка Старожилово.

## История
Мозолево в качестве деревни упоминается в писцовых и платежных книгах 1628—1629 годов, где оно писано за Иваном Афанасьевым сыном Хириным. Из окладных книг видно, что Мозолево отошло к приходу села Асташево. Новопостроенная в селе Покровская церковь обложена данью в 1715 году, освящена в 1714 году. Возобновленная в 1789 году генеральшей Прасковьей Волковой Покровская церковь значилась приписной к селу Асташеву.
В XIX — начале XX века село входило в состав Соболевской волости Пронского уезда Рязанской губернии. В 1906 году в селе было 63 двора.
С 1929 года село входило в состав Гулынского сельсовета Старожиловского района Рязанского округа Московской области, с 1937 года — в составе Рязанской области, с 2005 года — в составе Гулынского сельского поселения.

## Население
| 1859 | 1906 | 2010 |
| ---- | ---- | ---- |
| 328  | ↗510 | ↘94  |